# 紅絹
紅絹（もみ）とは絹織物の一種。真赤に無地染めにした薄地の平絹のことをいう。
ウコンで下染めしたものをベニバナで上染めして仕上げる。花をもんで染めることから「もみ」と名がついた。
紅色を肌着に用いると体の冷えに良いという俗信があり、湯文字や袷の胴裏（どううら）には紅絹が使われていた。
現在では下着として湯文字を用いることはなくなっている。
また、袷の胴裏としても、紅絹は表地などに色移りしやすいこと、薄い色の着物では表に赤い色がひびいてしまうことなどもあって、戦後以降は次第に用いられなくなり、現在では新たに作られる着物に用いられることはない。このため、アンティーク着物のおおよその年代を推定するときのひとつの指標になっている。